# Ushult
Ushult är ett naturreservat i Ljungby kommun i Kronobergs län.
Reservatet ligger vid sjön Unnens västra strand nordost om Lidhult och är 5 hektar stort. Ushult avsattes 1960 som domänreservat för att 1996 ombildas till naturreservat. Söderut ligger naturreservatet Jättaberget med Ropareudden. I norr gränsar området till Sjö naturreservat i Hylte kommun i Hallands län som också ligger längs sjön Unnens västra strand.

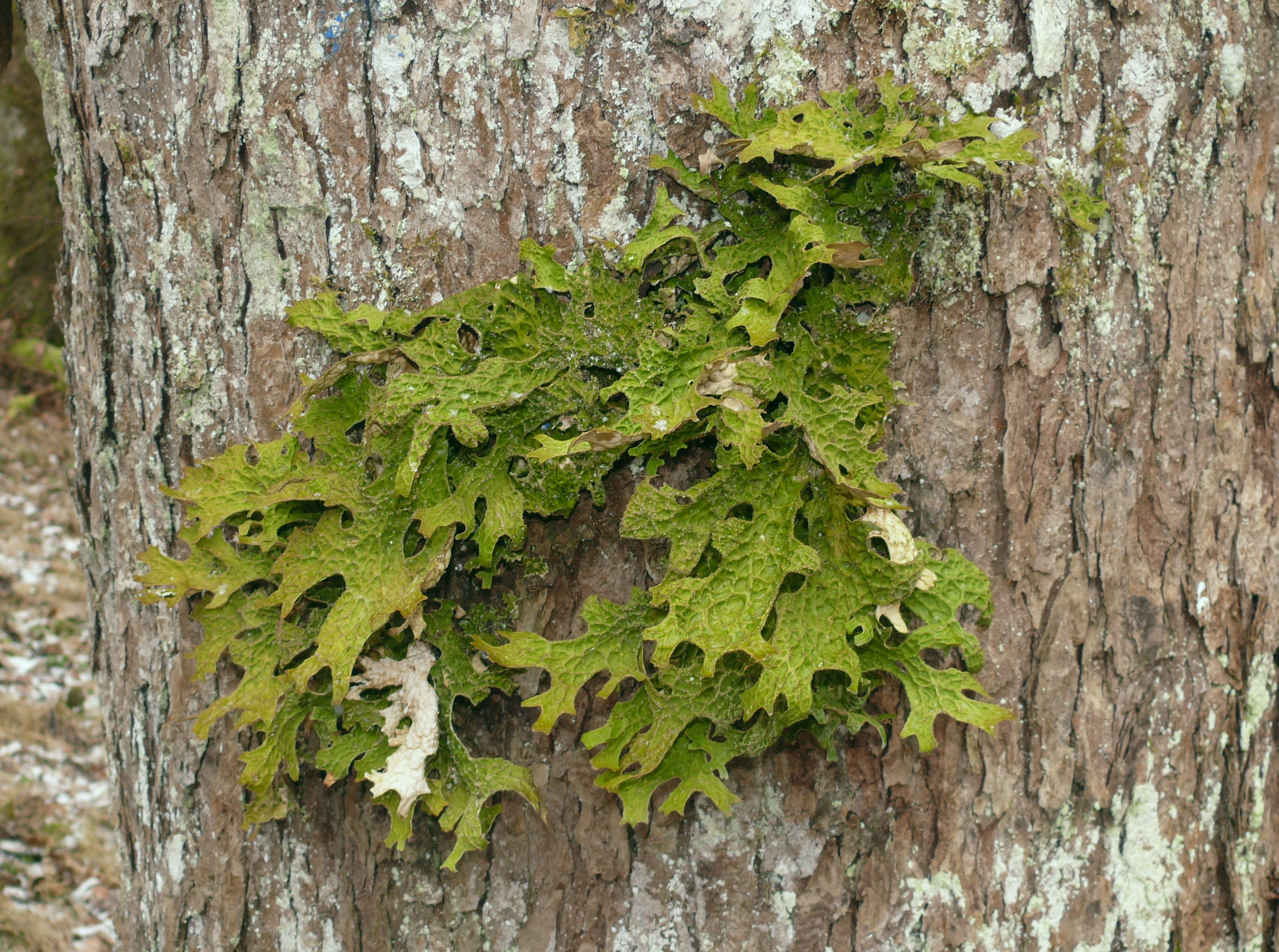
Lunglav

Området domineras av den sjönära 120-åriga bokskogen. Där finns döda bokar i olika förmultningsstadier. Längs sjön växer enstaka tallar och granar. I området förekommer Lunglav som är en signalart för skyddsvärd natur med hög biologisk mångfald.